# 荣誉自杀
荣誉自杀也称以死明志，指主要为了保存个人名誉完整或拒绝忍受耻辱而进行的自杀行为。与其它的自杀动机不同，荣誉自杀者通常是因为面对会导致自己遭到公开羞辱的事件（比如被诬告、婚外情、政治丑闻等等），为了维护自身价值和周围关系亲密的他人的社会形象，而主动做出让自身死亡的决定。荣誉自杀行为在价值观和舆论较为保守、但又十分看重德治讲究“为逝者讳”维护社会关系的社会中可以见到。
古今中外许多尚武文化较浓（比如武人和侠士）和崇尚耻感文化的群体中都有类似的传统，比如中国古代就有“士可杀不可辱”、“饿死事小，失节事大”的说法。另外比较突出的著名例子是日本，中世纪时期的武士道会要求武士在战败、被俘或受到指控时切腹自尽来维护名节；在第二次世界大战晚期，太平洋战场的日本士兵时常发动的万岁冲锋和神风攻击也是为了避免成为俘虏而进行的自杀攻击，是荣誉自杀的一种形式。从20世纪晚期开始愈加严重的日本自杀现象，许多也是为了向社会赎罪或因为生活和事业未达到自身预期而感到羞愧所造成的。